# Nematopogon metaxella
Nematopogon metaxella (лат.) — вид бабочек из семейства длинноусых молей (Adelidae). Встречается на большей части Европы.

## Описание
Размах крыльев составляет 16 мм. Похожи на других представителей своего рода, но имеют тёмные отметины на передних крыльях. Задние крылья серые, охристые. Беловатая голова. Появляются в июне и июле. Они летают вечером.
Гусеницы развиваются 2 года, питаются детритом.

## Место обитания
Обитают в высокогорных лесах.